# Elythranthera × intermedia
Elythranthera × intermedia é uma notoespécie de orquídeas geófitas, família Orchidaceae, que existem apenas no sudoeste da Austrália. À primeira vista, plantas similares às do gênero Cyanicula, diferenciam-se facilmente por seu labelo minúsculo, composto apenas por uma pequena estrutura com dois calos basais. Além disso, suas folhas são mais longas e estreitas, manchadas por fora e brilhantes internamente, com pétalas e sépalas livres e similares, lilases, róseas ou púrpura. São plantas anuais que apresentam caules curtos, eretos, não ramificados, com uma única folha membranácea basal, e longa inflorescência terminal, ambos pubescentes com até quatro flores ressupinadas. A coluna é curva e delicada, apoda, com duas asas laterais e antera terminal com quatro polínias. Trata-se de um híbrido natural, de aparência intermediária, entre a Elythranthera brunonis e a Elythranthera emarginata.

## Publicação e sinônimos
- Elythranthera × intermedia (Fitzg.) M.A.Clem., Austral. Orchid Res. 1: 73 (1989).

Sinônimos homotípicos:
- Glossodia × intermedia Fitzg., Gard. Chron., n.s., 17: 462 (1882).